# Diamond DA42 Twin Star

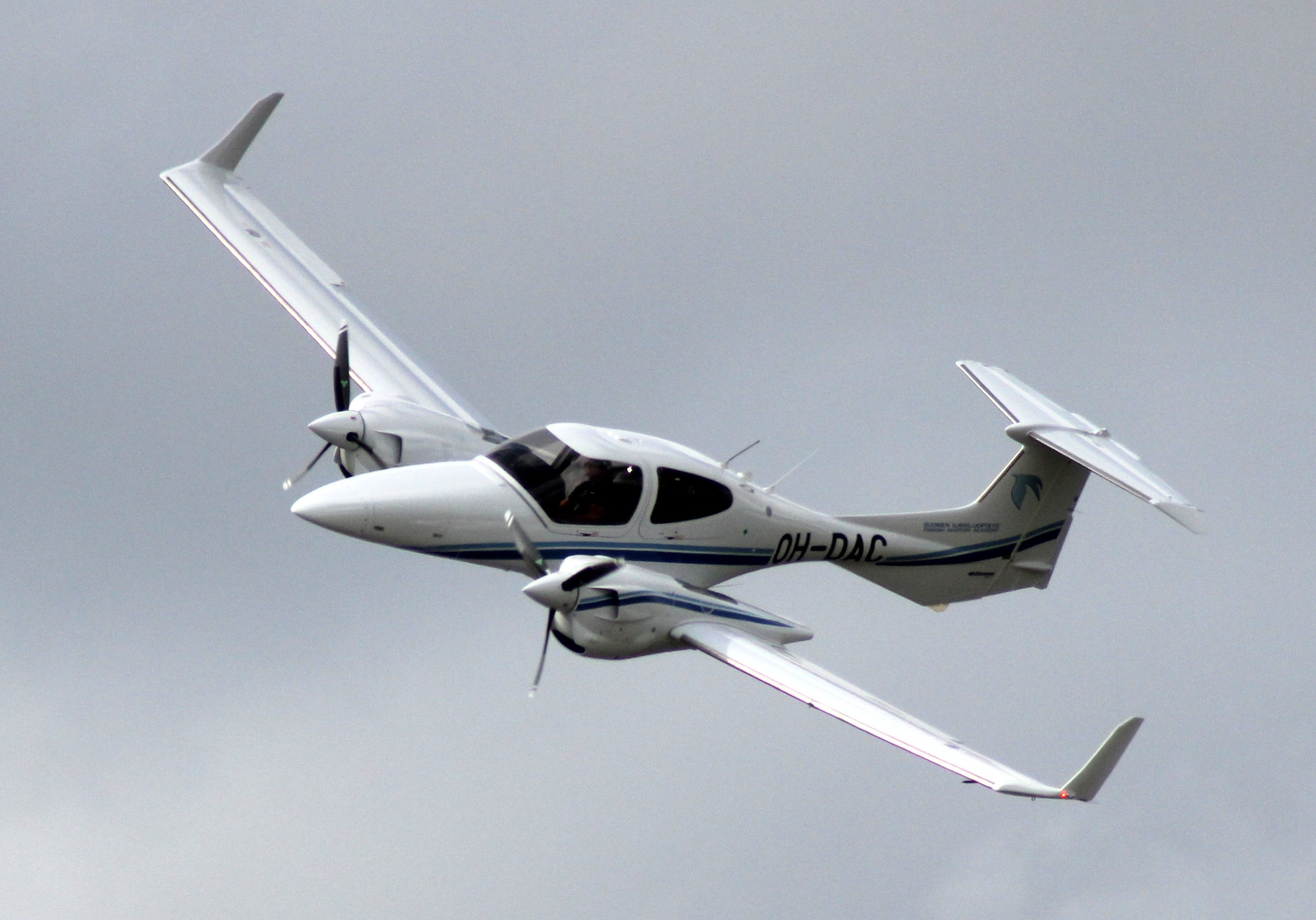
DA42 Twin Star

De Diamond DA42 Twin Star is een Oostenrijks tweemotorig laagdekker sport- en lesvliegtuig. Het geheel van composiet materiaal geconstrueerde toestel met vier zitplaatsen maakte zijn eerste vlucht in december 2002. Totaal zijn er, inclusief alle varianten, door vliegtuigfabrikant Diamond Aircraft Industries meer dan 600 van gebouwd.
De DA42 is een commercieel succesvol vliegtuig. Met zowel civiele als militaire gebruikers. Het toestel profiteert ook van de opkomende markt voor onbemande verkenningstoestellen, waarvoor speciale versies zijn ontwikkeld. 
Het vliegtuig wordt zowel geleverd met Lycoming-benzinemotoren, als de zuinige Austro Engine dieselmotoren. 
De KLM Flight Academy heeft zes DA42NG toestellen in gebruik als lesvliegtuig. 

## Varianten

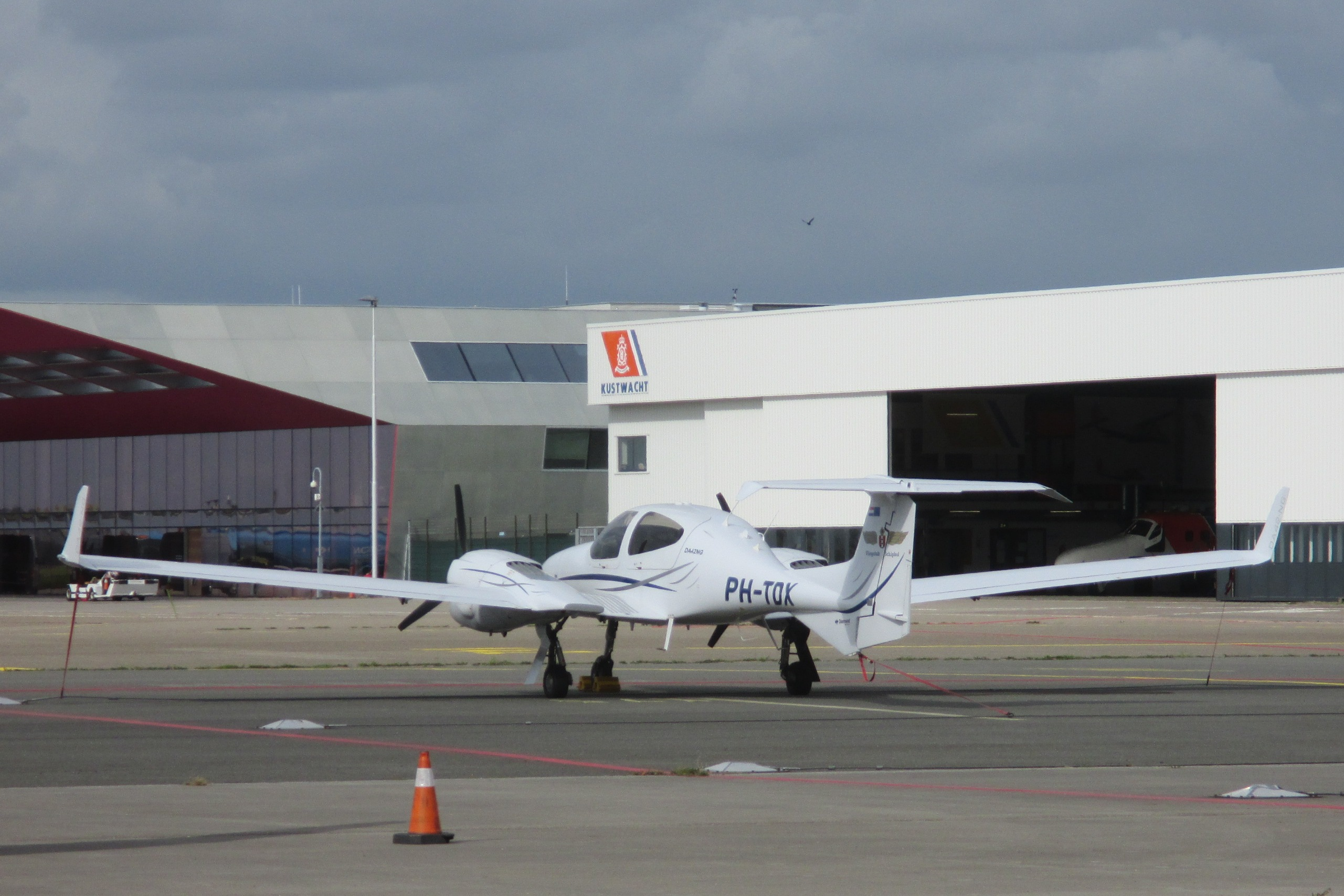
DA42 NG (Schiphol-Oost 2021)

DA42Productievliegtuig gebouwd in Oostenrijk en Canada.
DA42 MSpeciale variant voor specifiek doel, gebouwd in Oostenrijk en China.
DA42 L360Model met 2 x Lycoming IO-360 134 kW benzinemotor. Speciaal voor de markt van Noord-Amerikaanse vliegscholen.
DA42 NGModel met 2 x Austro Engine AE 300 127 kW dieselmotor. Gebouwd in Oostenrijk, Canada, China en Rusland.
DA42 M-NGSpeciale variant van de NG.
DA42 MPPMilitair toestel speciaal voor cartografie en verkenningsdoeleinden.
DA42 MPP Centaur OPAVliegtuig dat optioneel bemand of onbemand kan vliegen. Bedoeld als platform voor diverse verkenningstaken.
Dominator IIMilitair onbemand verkenningsvliegtuig. Maximum vliegduur 28 uur, maximum plafondhoogte 9144 m (30.000 ft).
DA42-VIVerbeterde DA42, geïntroduceerd in maart 2012. Met een nieuwe propeller en diverse aerodynamische verbeteringen voor een hogere kruissnelheid.

## Specificaties
- Type: Diamond DA42 Twin Star

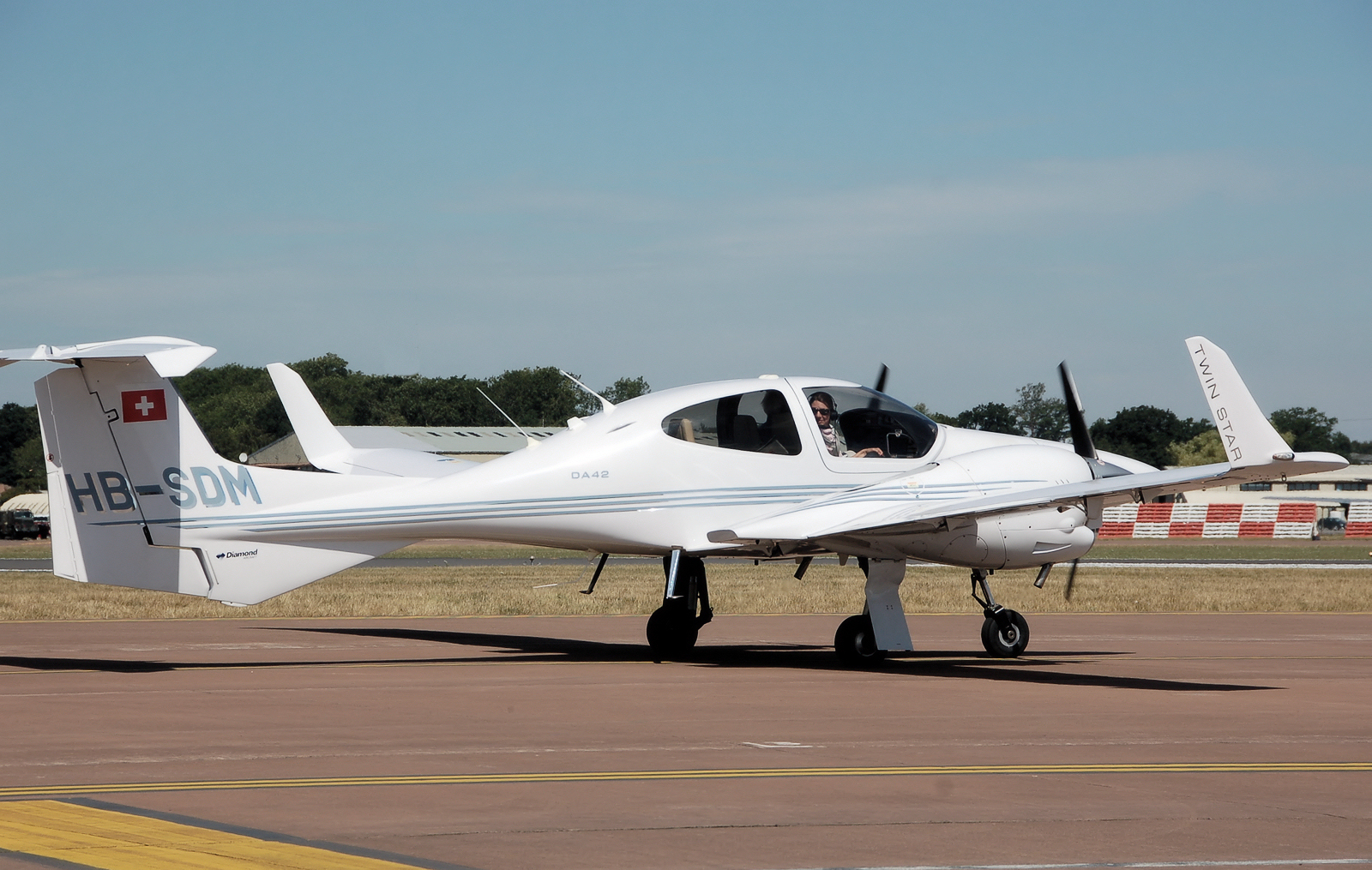
Diamond DA42 Twin Star (Gloucestershire 2010)

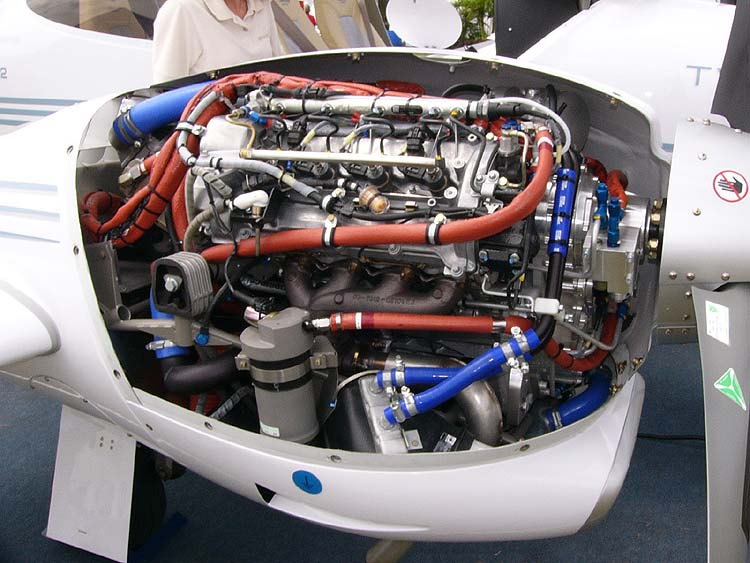
Austro Engine (voorheen Thielert Centurion) vloeistofgekoelde viercilinder dieselmotor, ontwikkeld vanuit een Mercedes-Benz motorblok

- Fabriek: Diamond Aircraft Industries
- Bemanning: 1
- Passagiers: 3
- Lengte: 8,56 m
- Spanwijdte: 13,55 m
- Hoogte: 2,49 m
- Leeg gewicht: 1251 kg
- Maximum gewicht: 1999 kg
- Brandstof: 189 liter
- Motor: 2 × Austro Engine E4 dieselmotor met turbolader, 125 kW (168 pk) elk
- Propeller: Drieblads
- Eerste vlucht: 9 december 2002
- Aantal gebouwd: 600+ (2002-heden)

Prestaties:
- Maximumsnelheid: 365 km/u
- Kruissnelheid: 326 km/u
- Klimsnelheid: 7,9 m/s
- Plafond: 5486 m
- Vliegbereik: 2250 km